# NGC 4392
NGC 4392 est une galaxie lenticulaire située dans la constellation des Chiens de chasse. NGC 4392 a été découverte par l'astronome germano-britannique William Herschel en 1788.

## Caractéristiques

### Distance
Sa vitesse par rapport au fond diffus cosmologique est de 7 485 ± 15 km/s, ce qui correspond à une distance de Hubble de 110,4 ± 7,7 Mpc (∼360 millions d'al).